# 卡斯奧·捷西斯
卡斯奧·法蘭西斯科·德·捷西斯（Cássio Francisco de Jesus，1989年11月21日—2025年3月5日），是一名巴西職業足球運動員，司職中後衛，現時自由身。

## 榮譽

### 球會
古蘭尼
- 巴西足球乙級聯賽: 亞軍 2009

## 外部連結
- Soccerway資料庫：卡斯奧·捷西斯